# الكسندر شاند (محام بالقضاء العالي)
الكسندر شاند (بالإنجليزية: Alexander Barclay Shand)‏ هو محام بالقضاء العالي أسترالي، ولد في 26 ديسمبر 1864 في اولادولا في أستراليا، وتوفي في 3 أكتوبر 1949 في Darlinghurst ‏ في أستراليا.